# Claes Eriksson

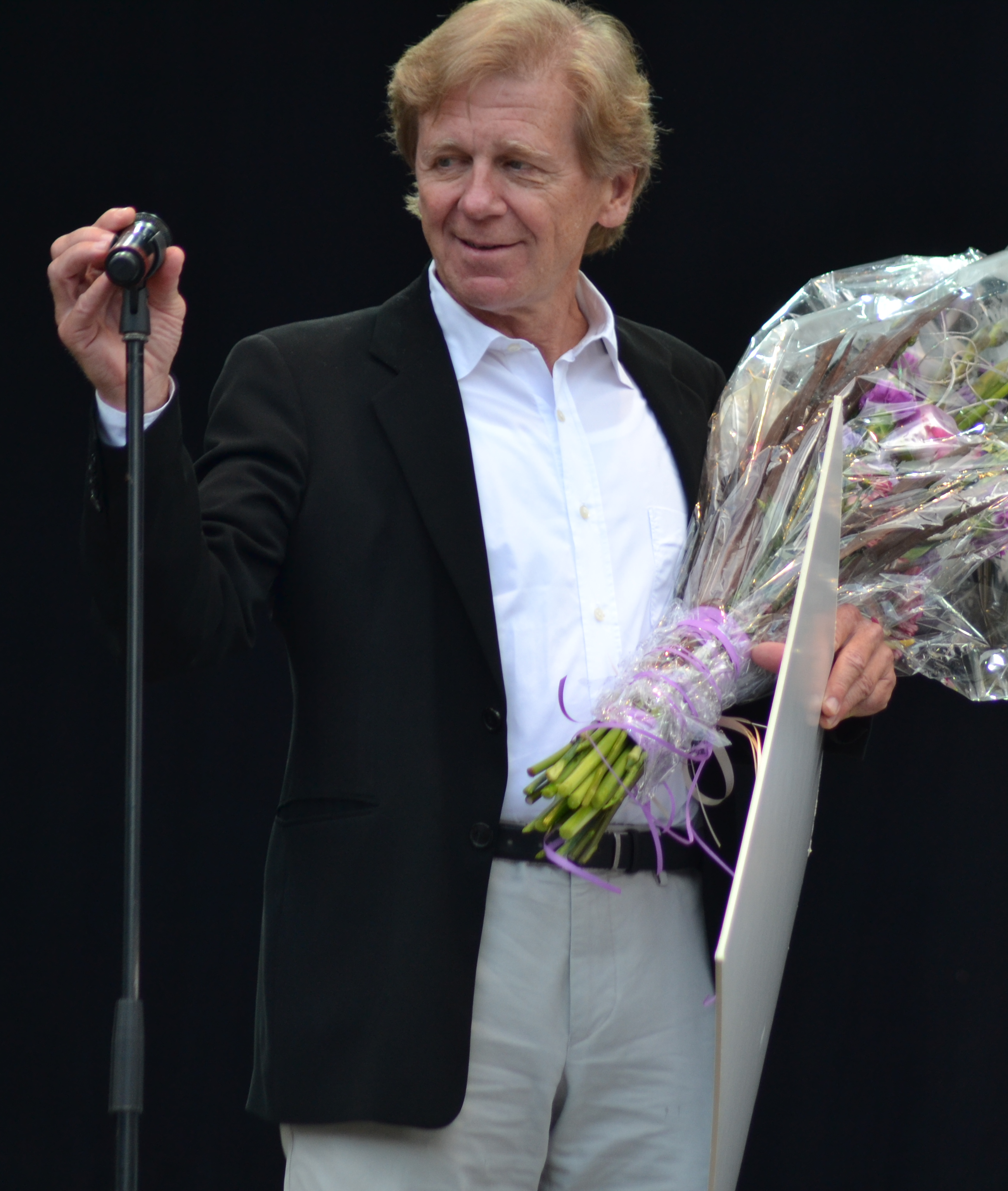
Claes Eriksson under prismottagningen av Tage Danielsson-priset 2014 i Linköping.

Claes Ingvar Eriksson, född 27 juli 1950 i Trollhättans församling, Älvsborgs län, är en svensk regissör, manusförfattare, revyartist, komiker, skådespelare och kompositör. Han är känd som medlem i Galenskaparna och After Shave och i de flesta fall också gruppens huvudsakliga regissör, manusförfattare och kompositör till deras produktioner. Anders Eriksson (som också är medlem i gruppen) är Erikssons yngre bror.
Anne Otto har producerat många av hans föreställningar och filmer.

## Biografi
Claes Erikssons intresse för revy och underhållning började i unga år. Han började tidigt att skriva texter och musik. 1974 bildade han gruppen Utan lots, där även Kerstin Granlund ingick. Gruppen uppmärksammades på ett artistforum och reste i folkparkerna 1975. Så småningom fick de göra en egen krogshow på Restaurang Trädgårn i Göteborg. Gruppen splittrades 1976 och samma år fick Eriksson och Granlund engagemang i Hagges revy på Lisebergsteatern.
År 1978 bildade Eriksson humortrion Galenskaparna tillsammans med sin bror Anders Eriksson och Kerstin Granlund. Galenskaparna släppte sin första LP Utanför slottet 1981. I september 1982 slog de sig samman med sånggruppen After Shave och har tillsammans med dem gjort ett flertal revyer, TV-serier och filmer som Claes Eriksson medverkat i och med få undantag skrivit och regisserat.
Två av Erikssons mest kända roller är "den beige kunden" i TV-serien Macken och programpresentatören Allan Preussen i radioserien En himla många program. Han har även skrivit och komponerat musik; flera av hans låtar har blivit hits, bland annat Macken, Pappa jag vill ha en italienare och Man ska ha husvagn.
Eriksson skildrar ofta vardagliga händelser på ett komiskt sätt. Han har en förkärlek för den "lilla" människan som slåss mot myndigheter och maktmissbrukare. Han har i stil med Povel Ramel och Tage Danielsson lekt med svenska språket med humoristiska avsikter. Med åren har satiren blivit allt tydligare i filmer som Den enskilde medborgaren. År 2003 utgav han valda texter i boken Alster – en stunds texter på förlaget Ordfront.
År 1987 mottog han Karamelodiktstipendiet ur Povel Ramels hand och 2004 tilldelades han Fridolf Rhudin-stipendiet.
Tillsammans med Vilgot Sjöman anmälde Eriksson TV4 till Granskningsnämnden för radio och TV för att kanalen visade deras filmer med reklamavbrott. För kampen mot reklamavbrott i långfilmer belönades han med Ingmar Bergman-priset 2003. Då Granskningsnämnden dömde emot Eriksson/Sjöman tog filmmakarna, med stöd av upphovsrättsorganisationen KLYS, frågan till tingsrätten. Tingsrätten dömde till upphovsrättsinnehavarnas fördel, men TV4 överklagade till hovrätten. Hovrätten gav de båda regissörerna rätt i ett domslut den 12 april 2006, endast tre dagar efter Sjömans död. TV4 överklagade domen igen, nu till Högsta domstolen, som den 18 mars 2008 fastställde hovrättens domslut (NJA 2008 s. 309).
På Göteborgsoperan heter Donizettis opera Viva la mamma och spelas under tiden maj–juni 2022. Texten är nyskriven på svenska av Claes Eriksson, som även svarar för regin. Prima donna-rollen som Gunilla Coriander har Kerstin Avemo. Övriga ledande roller har Mattias Ermedahl och Åke Zetterström.
Eriksson har varit sommarvärd i P1 tre gånger: 1989, 1995 och 2023.

## Filmografi
- 1986 – Macken
- 1986 – The Castle Tour
- 1987 – Leif
- 1989 – Hajen som visste för mycket
- 1989 – En himla många program
- 1990 – Macken – Roy's & Roger's Bilservice
- 1991 – Stinsen brinner... filmen alltså
- 1993 – Tornado
- 1996 – Monopol
- 1998 – Åke från Åstol
- 2000 – Gladpack
- 2006 – Den enskilde medborgaren

## Regi

### Filmer
- 1987 – Leif
- 1989 – Hajen som visste för mycket
- 1990 – Macken – Roy's & Roger's Bilservice
- 1991 – Stinsen brinner... filmen alltså
- 1996 – Monopol
- 2006 – Den enskilde medborgaren

### TV-serier
- 1983  – Jonssons onsdag
- 1986 – Macken (TV-serie)
- 1986 – The Castle Tour
- 1989 – En himla många program
- 1993 – Tornado
- 1998 – Åke från Åstol
- 2000 – Gladpack

## Revyer och turnéer
- 1977 – Medverkande i Hagges revy, Berns salonger[13]
- 1982 – Skruven är lös
- 1983 – Träsmak
- 1985 – Cyklar
- 1987 – Slottsturné
- 1987 – Stinsen brinner
- 1991 – Grisen i säcken
- 1992 – Skruven är lös 10-årsjubileum
- 1993 – Nått nytt?
- 1994 – Resan som blev av
- 1994 – Lyckad nedfrysning av herr Moro
- 1997 – Alla ska bada
- 2000 – Allt Möjligt
- 2000 – Jul Jul Jul
- 2002 – Kasinofeber
- 2004 – Det ska va gôtt å leva
- 2007 – C Eriksson Solo
- 2010 – C Eriksson MAX
- 2012/2013  – Hagmans Konditori - ej medverkande på scenen
- 2012/2013/2014  – 30-årsfesten
- 2015 - Spargrisarna kan rädda världen
- 2016/2017/2018 - Macken - TV-serien på scen
- 2024 - Anakronisterna

## Manusförfattare

### Filmer
- 1987 – Leif
- 1989 – Hajen som visste för mycket
- 1990 – Macken – Roy's & Roger's Bilservice
- 1991 – Stinsen brinner... filmen alltså
- 1996 – Monopol
- 2006 – Den enskilde medborgaren

### TV-serier
- 1983  – Jonssons onsdag
- 1986 – Macken (TV-serie)
- 1986 – The Castle Tour
- 1989 – En himla många program
- 1993 – Tornado
- 1998 – Åke från Åstol
- 2000 – Gladpack

### Revyer och turnéer
- 1982 – Skruven är lös
- 1983 – Träsmak
- 1985 – Cyklar
- 1987 – Slottsturné
- 1987 – Stinsen brinner
- 1991 – Grisen i säcken
- 1992 – Skruven är lös 10-årsjubileum
- 1993 – Nått nytt?
- 1994 – Resan som blev av
- 1994 – Lyckad nedfrysning av herr Moro
- 1997 – Alla ska bada
- 2000 – Allt Möjligt
- 2000 – Jul Jul Jul
- 2002 – Kasinofeber
- 2004 – Det ska va gôtt å leva
- 2007 – C Eriksson Solo
- 2010 – C Eriksson MAX
- 2012/2013  – Hagmans Konditori - ej medverkande på scenen
- 2012/2013/2014  – 30-årsfesten
- 2015 - Spargrisarna kan rädda världen

## Priser och utmärkelser
- 1987 – Karamelodiktstipendiet
- 1988 – Svenska Dagbladets Poppepris
- 1993 – Guldmasken för bästa skådespelare (tillsammans med Anders Eriksson)
- 1995 – Guldmasken, juryns specialpris
- 2000 – Guldmasken, revymasken
- 2004 – Revyräven
- 2004 – Kommunals kulturstipendium[14]
- 2004 – Fridolf Rhudin-priset
- 2008 – Guldpäran
- 2010 – Karl Gerhard-stipendiet
- 2011 – Hasse Ekman-priset[15]
- 2012 – Litteris et Artibus[16][17][18]
- 2013 – Piratenpriset [19]
- 2014 – Tage Danielsson-priset[20]
- 2019 – Sten A Olssons kulturstipendium[21]